# Арес (телеперсонаж)
Арес (англ. Ares) — персонаж телесериалов, комиксов и компьютерных игр, посвящённых приключениям Зены и Геракла. Получил своё имя в честь Ареса — греческого бога войны. Роль Ареса исполнил новозеландский актёр Кевин Смит.

## Создание персонажа
Идея создания персонажа по имени Арес принадлежит американскому кинорежиссёру и продюсеру Роберту Таперту. Таперт создал большинство персонажей сериалов «Зена — королева воинов» и «Удивительные странствия Геракла». Исполнителем роли Ареса продюсеры сериалов выбрали новозеландского актёра Кевина Смита. Смит также сыграл ещё несколько небольших ролей (например, Ификла, брата Геракла). О своей главной роли он сказал следующее: 
«Подходить к образу Ареса мне было гораздо интереснее, чем можно предположить. Я считаю, что лучше быть очаровательным, остроумным, саркастическим, чем откровенно злым. К тому же я играю бога войны в „Зене“ совсем не так, как в „Удивительных странствиях“ и „Юности Геракла“. Ведь Геракла Арес хочет уничтожить, а Зену — соблазнить».

## Биография
С Гераклом у Ареса всегда были сложные отношения. Бог Войны недолюбливал его и считал любимцем Зевса. Они довольно часто враждовали между собой. Арес развязывал войны и начинал битвы, покровительствовал злодеям, а Геракл выступал против всего этого и мешал ему. Аресу было очень не по нраву то, что Геракл помогал людям. Поэтому он жаждет смерти брата и не раз пытается убить его. Но однажды Геракл и Арес всё же смогли объединиться.
Во время их первой встречи Арес появился в виде огромного чудовища, закованного в броню. Арес предложил одному из своих людей меч, на котором была его кровь, чтобы убить своего брата. Гераклу удалось заполучить этот меч; с помощью него он победил монстра.

Арес и Зена

Зену Арес впервые увидел в Амфиполисе, когда на деревню напал разбойник — Кортес. С тех пор он никак не мог забыть эту женщину. Однажды ему удалось уговорить её стать Королевой Воинов. Шакрам Зена получила от Ареса.
Однажды в одной из деревень Зена встречает воина, который на её глазах убивает нескольких крестьян. Во время битвы с ней он внезапно исчезает. Подоспевшие родственники убитых обвиняют в их смерти Зену. Позже она признаётся Габриэль, что тот воин был очень искусным бойцом и что она догадывается, кто это. Вскоре догадки Зены оправдываются — перед ней возникает Арес. Он пытается уговорить её вернуться на свою сторону. Арес хочет, чтобы Зена вновь стала его Королевой Воинов и предлагает ей вместе править миром. И Зена соглашается — но берёт с Ареса обещание, что тот вернёт из мёртвых величайших воинов Греции для её армии. На суде, устроенном крестьянами, она вызывает из мёртвых нескольких человек, но не воинов, а крестьян, убитых Аресом. Они оправдывают Зену перед жителями деревни, а Арес в очередной раз признаёт её превосходство.
Зена встретит бога войны ещё не раз. На протяжении действия сериала он много раз предлагал ей присоединиться к нему, но безрезультатно. Однажды Арес совершил действительно благородный поступок — во время битвы с олимпийскими богами он встал на сторону Зены и исцелил убитых Габриэль и Еву, потеряв при этом своё бессмертие. Позже Зена помогла ему вновь обрести божественные силы.
Последнее появление Ареса связано с любопытной историей. Во время схватки с Надеждой (дочерью Габриэль и злого божества Дахака) Габриэль погибает. Однако выясняется, что Арес спас Габриэль, но забрал её душу. Зена в обмен на душу Габриэль заключает с Аресом брачный договор, по которому в следующей жизни станет его женой. В XXI веке люди находят этот договор завёрнутым в другой свиток, рассказывающий нам о странном возвращении Габриэль. Во время пресс-конференции, посвящённой этому свитку, внезапно появляется Арес. Он возвращает душу Зены в её тело и пытается обновить брачный договор, чтобы Зена стала его женой. Но ему это не удаётся — он сам случайно уничтожает его, тем самым освободив душу Зены. В очередной раз пообещав ей снова встретиться, Арес исчезает — уже навсегда.

## Личность и характер
Арес — один из главных героев в сериалах. Он достаточно умён, расчётлив и жесток. Умеет подчинять себе людей и использовать их в своих целях. Являясь богом войны, обладает сверхчеловеческими способностями. Например, он может, как и большинство остальных богов, телепортироваться, а также поражать противника молниями или зарядами плазмы. Обладает огромной физической силой. Также умеет хорошо вести бой, мастерски владеет любыми видами оружия. Очень циничен, пойдёт на всё ради своей победы и ненавидит поражения. Несмотря на все эти отрицательные черты, иногда Арес проявляет себя с лучшей стороны. Например, однажды он помог Гераклу в битве с Архангелом Михаилом, исход которой должен был решить судьбу всего мира.
Несмотря на то, что Арес, являясь богом войны, имеет сверхспособности и силу, иногда случалось так, что он терял их. Например, однажды спутница Зены Габриэль с помощью Афродиты случайно лишила его этих сил, кое-что написав в своих свитках. В другой раз он потерял свой трон бога войны, а вместе с ним и силу; на этот трон тут же нашлось множество «охотников». Также он потерял свою силу, когда исцелил Габриэль и Еву во время битвы с Афиной, но после всё же смог восстановить её.
Арес очень не любит быть простым «смертным» и всегда старается вернуть себе свои сверхсилы, если по каким-либо причинам теряет их.

## Критика и восприятие
Некоторые критики отмечают, что характер Ареса в телесериале «Удивительные странствия Геракла» несколько иной, чем в «Зена — королева воинов»: если в первом персонаж пытался убить Геракла или как-либо помешать ему (то есть «демонстрировал свою тёмную сторону»), то во втором он пытался уговорить Зену вернуться к её прошлому, иногда становясь её союзником.

## Эпизоды с Аресом

### Зена — Королева Воинов
- s1e06 The Reckoning Расчёт
- s1e20 Ties that Bind Узы дружбы
- s2e07 Intimate Stranger Новый близкий друг
- s2e08 Ten Little Warlords Десять маленьких убийц
- s2e10 The Xena Scrolls Хроники Зены
- s3e01 The Furies Фурии
- s3e03 The Dirty Half Dozen Полдюжины головорезов
- s3e04 Deliverer Посланник
- s3e10 The Quill is Mightier… Что написано пером…
- s3e12 The Bitter Suite Мир иллюзий
- s3e17 Forget Me Not Не забывай меня
- s3e21 Sacrifice I Жертва часть1
- s3e22 Sacrifice II Жертва часть2
- s4e22 Deja Vu All Over Again Дежавю снова и снова
- s5e02 Chakram Шакрам
- s5e03 Succession Преемница
- s5e09 Seeds of Faith Семена веры
- s5e12 God Fearing Child Бог, который боится ребёнка
- s5e13 Eternal Bonds Вечные узы
- s5e14 Amphipolis Under Siege Амфиполис в осаде
- s5e19 Looking Death in the Eye Глядя смерти в глаза
- s5e20 Livia Ливия
- s5e21 Eve Ева
- s5e22 Motherhood Материнство
- s6e01 Coming home Возвращение домой
- s6e10 Old Ares Had a Farm Ферма старого Ареса
- s6e12 The God You Know Божественное бессмертие
- s6e13 You Are There Кто же ты
- s6e14 Path of Vengeance Путь мести
- s6e20 Soul Posession Властитель душ

### Удивительные Странствия Геракла
- s2e03 What`s in a Name? Что в имени тебе моем?
- s2e21 The Wedding of Alcmene Свадьба Алкмены
- s3e12 Surprise Сюрприз
- s3e13 Encounter Столкновение
- s3e14 When a Man Loves a Woman Когда Мужчина Любит Женщину
- s3e15 Judgment Day Судный День
- s3e19 The End of the Beginning Начало Конца
- s4e05 Stranger in a Strange World Чужак в Чужом Краю
- s4e06 Two Man and a Baby Двое Мужчин и Младенец
- s4e10 Hercules on Trial Суд над Гераклом
- s4e13 Armageddon Now I Армагеддон часть1
- s4e14 Armageddon Now II Армагеддон часть2
- s4e15 Yes, Virginia, There Is a Hercules Да, Вирджиния, это Геркулес
- s4e16 Porkules Свинакл
- s4e17 One Foowl Day Птичий День
- s4e19 War Wounds Шрамы Войны
- s4e22 Reunions Воссоединение
- s5e09 For Those of You Just Joining Для тех, кто только начинает смотреть сериал
- s5e11 Redemption Искупление
- s5e13 Stranger and Stranger Незнакомец и Незнакомец
- s5e20 Fade Out Исчезновение
- s5e22 Revelations Откровение
- s6e08 Full Circle Круг Замкнулся

### Молодость Геракла
- ep.01 The Treasure of Zeus: Part 1
- ep.02 The Treasure of Zeus: Part 2
- ep.03 The Treasure of Zeus: Part 3
- ep.12 Battle Lines: Part 2
- ep.14 No Way Out
- ep.15 Ares on Trial
- ep.19 The Lure of the Lyre
- ep.20 Fame
- ep.21 Lyre, Liar
- ep.28 In Your Dreams
- ep.33 Con Ares
- ep.39 The Skeptic
- ep.42 The Prize
- ep.45 Life for a Life
- ep.46 Under Siege
- ep.47 Mila